# 沙布兰区
沙布兰区是阿塞拜疆的一個區，位於該國東北部，東臨裡海。面積1,739平方公里，人口46,800人。首府迪維奇。
1930年設區。前称迪維奇區，區名是阿塞拜疆詞語Dəvə（駱駝）和 çi（把手）組合而成。